# Łęg zastoiskowy

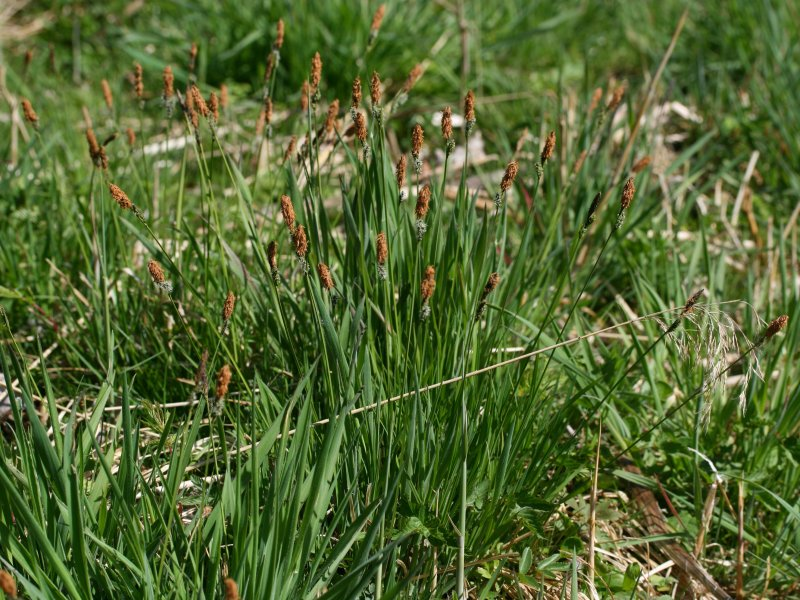
Szuwar turzycy sztywnej

Łęg zastoiskowy – rodzaj łąki zajmującej siedliska podmokłe. Występuje zwykle w peryferyjnych strefach dolin rzecznych lub zagłębień jeziornych, także w lokalnych obniżeniach terenu. 
Gleba mułowo-torfowa leżąca na podłożu mineralnym. Odczyn gleby kwaśny (pH=5÷6). Poziom wody zmienny – po roztopach na powierzchni, latem do 60 cm pod powierzchnią. Woda może stagnować ze względu na nieckowate ukształtowanie terenu utrudniające jej odpływ. Żyzność stosunkowo niewielka. Użytkowanie ekstensywne. Jako użytek zielony jest objęty przez program rolnośrodowiskowy – warianty 4.3 i 5.3 (szuwary wielkoturzycowe). Znaczenie gospodarskie niewielkie (siano nadające się na ściółkę).

## Fitosocjologia
W odróżnieniu od typowych łąk łęgowych łęg zastoiskowy porasta głównie roślinność szuwarowa z klasy Phragmitetea, w szczególności turzycowiska ze związku Magnocaricion. Dominantami są turzyce – turzyca sztywna (Carex elata), turzyca tunikowa (Carex appropinquata) lub turzyca nitkowata (Carex lasiocarpa). Towarzyszą im takie gatunki jak: trzcina pospolita (Phragmites australis), trzcinnik prosty (Calamagrostis stricta), mietlica psia (Agrostis canina), turzyca dzióbkowata (Carex rostrata), bobrek trójlistkowy (Menyanthes trifoliata), siedmiopalecznik błotny (Comarum palustre), przytulia błotna (Galium palustre), skrzyp bagienny (Equisetum palustre), kosaciec żółty (Iris pseudoacorus), knieć błotna (Caltha palustris).